# Сельское поселение Назаровка
Се́льское поселе́ние Назаровка — муниципальное образование в Клявлинском районе Самарской области Российской Федерации.
Административный центр — село Назаровка.

## Население
| 2010 | 2012 | 2013 | 2014 | 2015 | 2016 | 2017 |
| ---- | ---- | ---- | ---- | ---- | ---- | ---- |
| 473  | ↘446 | ↘430 | ↘416 | ↘399 | ↗913 | ↘906 |
| 2018 | 2019 | 2020 | 2021 |      |      |      |
| ↘883 | ↘875 | ↘853 | ↗860 |      |      |      |

## Состав сельского поселения
| № | Населённый пункт | Тип населённого пункта       | Население |
| - | ---------------- | ---------------------------- | --------- |
| 1 | Балахоновка      | село                         | ↘256      |
| 2 | Дубенка          | деревня                      | →1        |
| 3 | Назаровка        | село, административный центр | ↘386      |
| 4 | Русское Добрино  | село                         | ↘277      |
| 5 | Сухоречка        | деревня                      | ↘11       |
| 6 | Сходнево         | село                         | ↘63       |
| 7 | Чистаковка       | разъезд                      | →0        |